# Ragazza sola, ragazza blu
Ragazza sola, Ragazza blu è il primo album in studio della cantante italiana Paola Turci, pubblicato nel 1988 dalla It.

## Il disco
L'album contiene i brani del repertorio della cantante incisi tra il 1986 e il 1988 e presentati al Festival di Sanremo: L'uomo di ieri, Primo tango, Sarò bellissima. Nessun brano giunse alla serata finale della manifestazione, ma, per le canzoni presentate nel 1987 e nel 1988, l'artista si aggiudicò il Premio della Critica che vincerà anche nel 1989 con Bambini.
Delle tracce fa parte Mi chiamo Luka, cover del brano Luka di Suzanne Vega, brano che ottenne particolare consenso, e Quanto ho tenuto ai miei pensieri, canzone musicata da Riccardo Cocciante.
A parte i pezzi appena citati, le musiche ed i testi sono di Mario Castelnuovo e Gaio Chiocchio.

## Tracce
1. Sarò bellissima
2. Mi chiamo Luka
3. Trasmissione radiofonica d'amore
4. Ritratti
5. Quanto ho tenuto ai miei pensieri
6. Ragazza sola ragazza blu
7. Primo tango
8. Lettera d'amore d'inverno
9. L'uomo di ieri
10. Luci e misteri di Cinecittà